# 반지

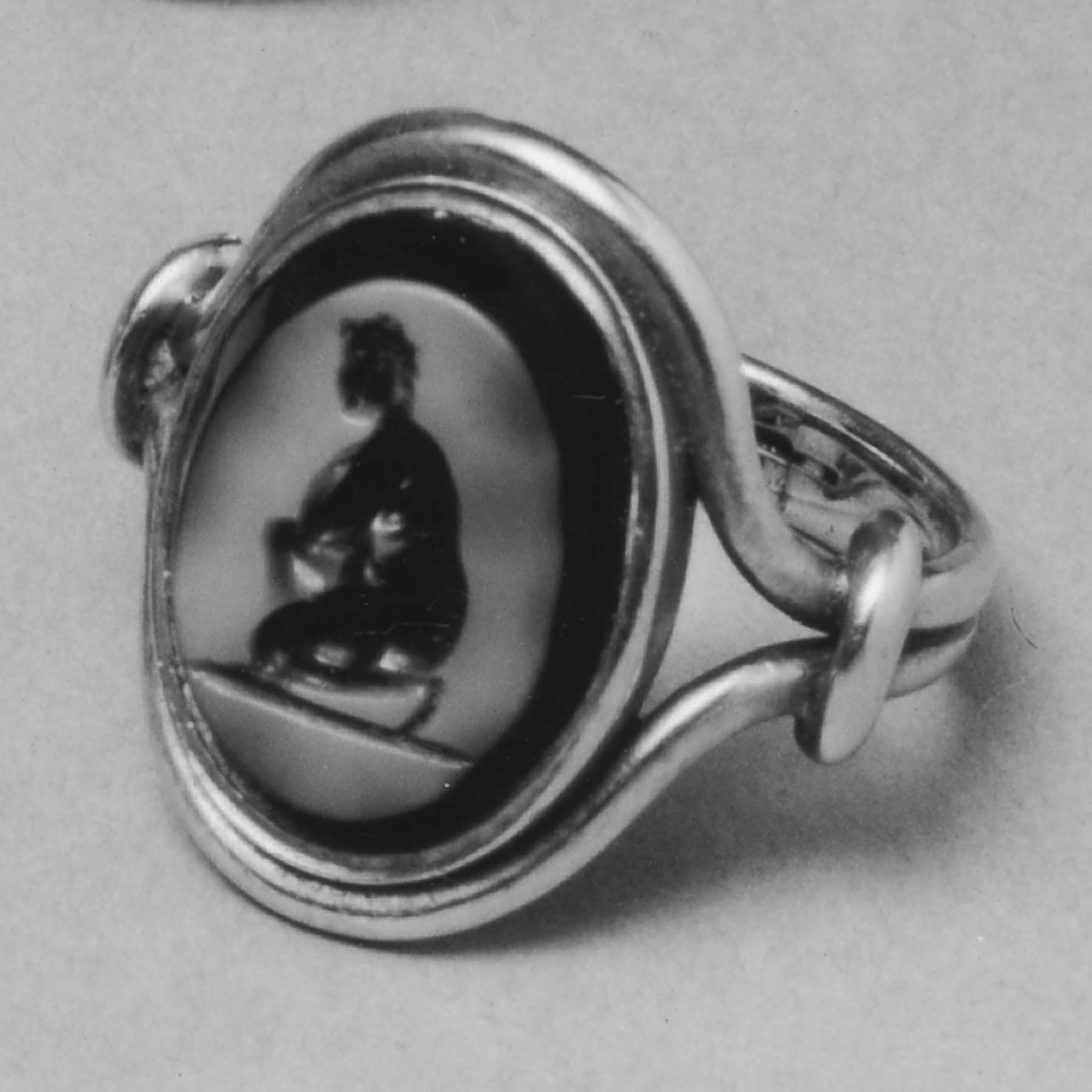

반지(斑指)는 손가락에 끼는 장신구이다. 보석과 같은 조각을 박아서 장신구로서의 가치를 높인다. 반지의 치수는 1~27번까지 있는데, 1번 지름이 13mm로 가장 작으며, 27번은 21mm 2/3로서 가장 크다.

## 보급
최근에 반지가 세계에 보급되고 정착하게 된 계기는 기본적으로 사람들이 생활이 풍요로워짐에 따라 취미나 장신구에 쓰는 지출이 늘어남에 있다. 또 이를 부추긴것은 결혼 관련 회사들의 광고이다. 다이아몬드 반지가 사랑의 상징이라는 광고나 유럽 점성술의 탄생석과 반지가 결합되면서 여성들의 마음을 사로잡아 반지에 대한 이미지를 정착시켰다.

## 역사
반지를 주고받는 역사는 4800년을 거슬러 올라간다. 네 번째 손가락에 결혼반지를 끼는 것은 대다수 국가의 관습이다. 이는 16세기에 튜더왕조가 왼손의 약지가 심장으로의 혈관과 연결되어 있다고 믿은데서 유래되었다. 따라서 반지를 네 번째 손가락에 끼는 것은 착용자가 연인관계에 머물렀다는 것을 보여준다. 최근엔 이런 관습에 구애받지 않고 원하는 손가락에 반지를 끼곤 한다.

## 가락지, 반지, 링
링(ring)은 기본적으로 손가락에 치장으로 끼는 고리이다. 다른 곳에도 끼울 때는 그 부위의 이름을 붙여서 쓰는데, 예컨대 팔에 끼는 고리는 암링(arm ring, 팔찌), 귀에 끼는 고리는 이어링(earrings, 귀고리), 목에 끼는 넥링(neck-ring, 목걸이와는 약간 다름) 등이 있다.
가락지는 한 쌍으로 된 손가락에 치장으로 끼는 고리이다. 반면 반지는 한 짝으로만 손가락에 치장으로 끼는 고리이다. 둘 다 다른 신체 부위에는 착용하지 않는다. 즉, 암링은 팔찌, 이어링은 귀고리 또는 귀걸이, 넥링 또는 넥레이스는 목걸이 등의 이름이 붙어 있다.

## 소재
금, 은, 플라티나, 나무, 아크릴 등이 있다.

## 분류
1. 용도상
  - 클래스 링 : 학년(學年) 표지를 새긴 반지
  - 참 링(charm ring) : 부적반지
  - 가드 링(guard ring) : 값진 반지가 헐거울 경우 빠지지 않도록 하기 위해 손가락에 꽉 끼는 단순한 형태의 반지
  - 모닝 링 : 죽은 자의 초상 ·문장(紋章) ·명(銘) 등을 새겨 넣어 17세기에 사용한 복상반지(服喪斑指)
  - 실 링(seal ring): 납(왁스)을 묻혀 봉인(封印)하는 데 쓰는 반지
  - 결혼 반지 : 결혼시 신랑과 신부가 서로 교환하는 반지
  - 주교 반지 : 주교가 주교 표지로 사용하는 반지
  - 인장반지 : 반지에 도장을 결합시킨것, 기원전 4000년 경 수메르에서 사용되던것에서 유래되었다. 고대 이집트에서는 파라오의 왕위 상징으로도 사용되었다.
2. 형태상
  - 제미널 링(geminal ring) : 2개의 반지를 합친 가락지
  - 포지 링(posy ring) : 안쪽에다 시문(詩文)이나 명을 새긴 반지
  - 스파이럴 링(spiral ring) : 나사형 반지
  - 섬 링(thumb ring) : 엄지손가락에 끼는 반지, 힘이나 에너지, 믿음의 상징이다.

## 같이 보기
- 스마트링